# Juazeiro Empreendimentos Esportivos
Juazeiro Empreendimentos Esportivos  é um clube-empresa da cidade de Juazeiro do Norte, no estado do Ceará.
Foi fundado em 12 de outubro de 1998, tendo seu departamento de futebol sido licenciado no fim de 2001. 

## História
O Juazeiro Empreendimentos foi criado para substituir o Icasa Esporte Clube, visto que este foi à falência devido a uma ação trabalhista movida por um ex-atleta, no valor de 30 mil reais.
Mantendo a base de atletas do Icasa, o Juazeiro foi vice-campeão cearense em 1999, garantindo participação na Copa do Nordeste do ano seguinte.
Em 2000, o Juazeiro conseguiu apenas a terceira colocação no estadual e foi eliminado na primeira fase do certame nordestino.
No ano seguinte a equipe não conseguiu manter seu elenco, o resultado foi o rebaixamento para a segunda divisão estadual. Insatisfeita com o rebaixamento, a diretoria conseguiu junto à Federação Cearense de Futebol repassar a dívida do Icasa Esporte Clube para o Juazeiro, decretando, assim, a falência do time e desativando seu departamento de futebol, sendo criado um novo clube, a Associação Desportiva Recreativa Cultural Icasa, que adotou as cores e o escudo do antigo Icasa.
A agremiação voltou ao futebol profissional no ano de 2010, no dia 1 de setembro, quando enfrentou a equipe do Barbalha, vencendo por 2 a 1, em disputa pelo Campeonato Cearense da 3ª Divisão. A última vez que o Juazeiro havia jogado no Romeirão, como equipe profissional, foi no dia 24 de junho de 2001, quando venceu o Tiradentes por 1 a 0, sem evitar seu rebaixamento para a segunda divisão.

## Símbolos

### Mascote

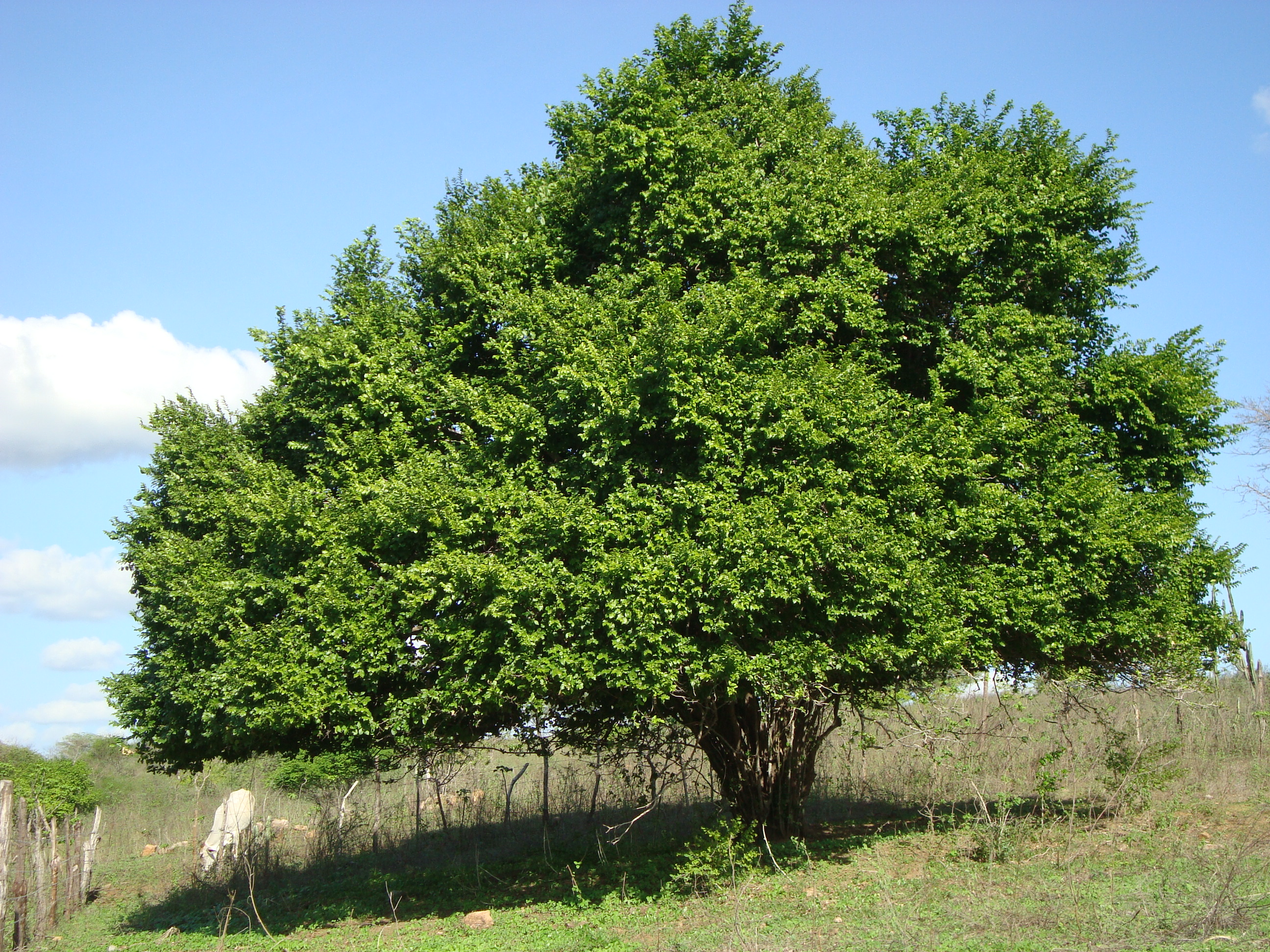
O Juazeiro, árvore-mascote
do Juazeiro Empreendimentos.

A mascote do clube é a Árvore do Juazeiro.

### Uniformes
As cores do uniforme do Juazeiro Empreendimentos são o branco e o azul. O uniforme principal é composto de camisa azul, calções azuis e meiões brancos.
O uniforme alternativo é composto por camisa, calções e meiões brancos.

## Desempenho em Competições

### Participações em Campeonatos Nacionais
- 2000 - Copa do Nordeste

### Campeonato Cearense - 1ª divisão
| Ano  | Posição |
| 1999 | 2º      |
| 2000 | 3º      |
| 2001 | 9º      |

### Campeonato Cearense - 2ª divisão
| Ano  | Posição         |
| 2011 | 4º              |
| 2012 | 12º (rebaixado) |

### Campeonato Cearense - 3ª divisão
| Ano  | Posição |
| 2010 | 3º      |